# Ʊ̋
Cette page contient des caractères spéciaux ou non latins. S’ils s’affichent mal (▯, ?, etc.), consultez la page d’aide Unicode.
Ʊ̋ (minuscule : ʊ̋), ou upsilon double accent aigu, est un graphème utilisé dans l’Alphabet phonétique international our dans l’écriture du bété par certains auteurs. Il s'agit de la lettre upsilon diacritée d'un double accent aigu.

## Représentations informatiques
L’upsilon double accent aigu peut être représenté avec les caractères Unicode suivants (latin étendu B, Alphabet phonétique international, Diacritiques) :
| formes    | représentations | chaînes de caractères | points de code | descriptions                                                   |
| --------- | --------------- | --------------------- | -------------- | -------------------------------------------------------------- |
| majuscule | Ʊ̋               | Ʊ◌̋                    | U+01B1 U+030B  | lettre majuscule latine upsilon diacritique double accent aigu |
| minuscule | ʊ̋               | ʊ◌̋                    | U+028A U+030B  | lettre minuscule latine upsilon diacritique double accent aigu |